# Nacht im Harem
Nacht im Harem (Originaltitel Harem Suare) ist ein türkisches Filmdrama aus dem Jahr 1999. Regie führte Ferzan Özpetek. Der Film wurde in der Sektion Un Certain Regard beim Cannes Film Festival 1999 präsentiert.

## Handlung
Die alte Safiye erzählt einer jungen Frau von ihrem Leben in den frühen 1900er Jahren. Die schöne junge Safiye ist die Favoritin des Sultans, eines Mannes, der von der Krise der Monarchie und der Ablösung des Osmanischen Reiches in der Türkei geplagt wird. Safiye ist das schönste Mädchen im Harem des Sultans, aber sie ist in den jungen Nadir verliebt, einen Eunuchen der Leibgarde des Sultans. Die beiden jungen Liebenden planen eine gemeinsame Zukunft, doch dann bricht der Krieg aus, und das Mädchen ist gezwungen, aus ihrem Land zu fliehen. In Italien angekommen, ist Safiye gezwungen, mit ihrer Schönheit zu handeln und auf der Bühne Theater zu spielen.

## Produktion und Veröffentlichung
Regie führte  Ferzan Özpetek. Die Drehbücher schrieben Ferzan Özpetek und Gianni Romoli. Der Produzent war Abdullah Baykal. Die Musik komponierten Pivio und Aldo De Scalzi und für die Kameraführung war Pasquale Mari verantwortlich. Für den Schnitt verantwortlich war Mauro Bonanni. Der Film kam am 21. Mai 1999 raus.

## Rezeption
„Die intime und emotionsgeladene Beschreibung einer unmöglichen Liebe dient dem Regisseur nicht nur dazu, den Blick auf die hermetisch abgeschlossene Welt des Serails zu lenken; zugleich verknüpft er die persönliche Geschichte mit dem Untergang des türkischen Weltreichs zu Beginn des 20. Jahrhunderts.“